# Trisetella lasiochila
Trisetella lasiochila är en orkidéart som beskrevs av Franco Pupulin. Trisetella lasiochila ingår i släktet Trisetella och familjen orkidéer.
Artens utbredningsområde är Costa Rica. Inga underarter finns listade i Catalogue of Life.